# Haplolobus bintuluensis
Haplolobus bintuluensis là một loài thực vật thuộc họ Burseraceae. Đây là loài đặc hữu của Malaysia.